# Sunchild 202
Sunchild 202 är ett reservat i Kanada.   Det ligger i provinsen Alberta, i den centrala delen av landet, 3 000 km väster om huvudstaden Ottawa.
I omgivningarna runt Sunchild 202 växer i huvudsak barrskog. Trakten runt Sunchild 202 är nära nog obefolkad, med mindre än två invånare per kvadratkilometer.